# Rendez-vous Champs-Élysées
Pour plus de détails, voir Fiche technique et Distribution.
Rendez-vous Champs-Élysées est un film français, une comédie, réalisé par Jacques Houssin, sorti en 1937.

## Synopsis
Un noceur qui a connu des revers de fortune tente de devenir chômeur sans avoir jamais travaillé.

## Fiche technique
- Titre : Rendez-vous Champs-Elysées
- Réalisation : Jacques Houssin
- Scénario : Jacques Houssin, d'après la nouvelle de Frank Arnold
- Photographie : Willy Faktorovitch (Willy), Jacques Montéran
- Décors : Émile Duquesne
- Son : Julien Coutellier et Georges Gérardot
- Musique : Jacques Belasco
- Production : André Paulvé, Jean Berton
- Société de production : Discina
- Format : Noir et blanc - 35 mm - 1,37:1
- Genre : Comédie
- Durée : 84 minutes
- Date de sortie :
  - France : 23 avril 1937

## Distribution
- Jules Berry : Maxime Germont
- Pierre Larquey : Totor
- Félix Oudart : Claude
- Micheline Cheirel : Liliane
- Mady Berry : Eulalie
- Pierre Stephen : Pierre
- Jean Témerson : Firmin, le domestique
- Sinoël : l'inventeur
- Georges Bever : Ernest
- Jean Brochard : un agent
- Fania : la duettiste
- Claudine : la duettiste
- Léonce Corne
- Pierre Juvenet
- Paul Cambo
- Marcel Vallée
- Jean Dunot
- Amy Collin
- Paul Demange
- Léon Larive
- Roger Blin
- Vivian Grey
- Marthe Sarbel
- Gilberte Noé